# Lista stałych matematycznych
Definicja stałej matematycznej znajduje się w artykule stała matematyczna.
- {\displaystyle \pi \approx 3{,}141592653589793238462643383279502884197169} — liczba π zwana Ludolfiną, stosunek obwodu koła do średnicy — Archimedes;
- {\displaystyle e\approx 2{,}718281828459045235360287471352266249775724} — podstawa logarytmu naturalnego, zwana liczbą Nepera lub liczbą Eulera;
- {\displaystyle \gamma \approx 0{,}577215664901532} — stała Eulera;
- {\displaystyle \phi \approx 1{,}618033988749894848204586834366} — złoty podział (algebra);
- {\displaystyle \kappa \approx 2{,}6854520} — stała Chinczyna (teoria liczb);
- {\displaystyle A\approx 1{,}2020569031595942853997381} — Stała Apéry’ego;
- {\displaystyle \delta \approx 4{,}6692016091} — stała Feigenbauma (bifurkacja);
- {\displaystyle \alpha \approx 2{,}5029078750} — stała Feigenbauma (bifurkacja);
- {\displaystyle \Lambda >-2{,}7\cdot 10^{-9}} — stała de Bruijna-Newmana (teoria liczb);
- {\displaystyle E_{B}\approx 1{,}606695152415291763} — Stała Erdősa-Borweina (teoria liczb) (liczby urojone);
- {\displaystyle M\approx 0{,}2614972128} — stała Mertensa (teoria liczb);
- {\displaystyle B_{2}\approx 1{,}9021605823} — stała Bruna dla liczb bliźniaczych (teoria liczb);
- {\displaystyle B_{4}\approx 0{,}8705883800} — stała Bruna dla liczb czworaczych (teoria liczb);
- {\displaystyle K\approx 0{,}915965594177} — stała Catalana (kombinatoryka);
- {\displaystyle B'_{L}\approx 1{,}08366} — stała Legendre'a (teoria liczb);
- {\displaystyle K\approx 2{,}5849817595792532170658935} — stała Sierpińskiego;
- {\displaystyle C_{2}\approx 0{,}6601618158468695739278121100145} — stała liczb pierwszych bliźniaczych (teoria liczb);
- {\displaystyle G\approx 0{,}8346268416740731862814297} — stała Gaussa;
- {\displaystyle \mu \approx 1{,}4513692348} — stała Soldnera (teoria liczb);
- {\displaystyle \mathrm {T} =2\pi \approx 6{,}28} — liczba τ, stosunek obwodu koła do promienia, dwukrotność liczby π;
- {\displaystyle \delta _{S}=1+{\sqrt {2}}\approx 2{,}414213562373095048801688724210} — srebrny podział (algebra);
- {\displaystyle P\approx 1{,}324717957} — liczba plastikowa (algebra);
- {\displaystyle d\approx 0{,}73908513321516} — liczba Dottie, punkt stały funkcji cosinus;
- {\displaystyle L\approx 0,110001000000000000000001} — stała Liouville'a, szczególny przypadek liczby Liouville'a.